# Cikeusi
Cikeusi is een bestuurslaag in het regentschap Sumedang van de provincie West-Java, Indonesië. Cikeusi telt 2059 inwoners (volkstelling 2010).